# Asociación Europea de Educación en Ingeniería
La Asociación Europea de Educación en Ingeniería o SEFI (en francés, Société Européenne pour la Formation des Ingénieurs) es una organización internacional no gubernamental fundada en Bruselas en 1973. Tiene 196 miembros institucionales repartidos en un total de 38 países. Promueve el intercambio de información sobre los acontecimientos actuales en el campo de la enseñanza de la ingeniería entre profesores, investigadores y estudiantes de los diferentes países europeos. 
Además, desarrolla la cooperación entre las instituciones de educación superior en ingeniería y promueve la cooperación con la industria, actuando como enlace entre sus miembros y otros organismos científicos internacionales. Colabora con diversas organizaciones internacionales, como su organización hermana europea IGIP, la American Society for Engineering Education y el Consejo de Estudiantes Europeos de Tecnología (BEST).
Los objetivos de la SEFI se logran a través de las actividades de los grupos temáticos de trabajo (desarrollo curricular, formación continua y aprendizaje permanente, física, matemáticas, mujeres en la ingeniería, ética, y tecnologías de la información y la comunicación) y mediante la organización de una conferencia anual. La revista oficial de SEFI es la European Journal of Engineering Education, publicada por Taylor & Francis Group.